# Sint-Martinuskerk (Strijtem)

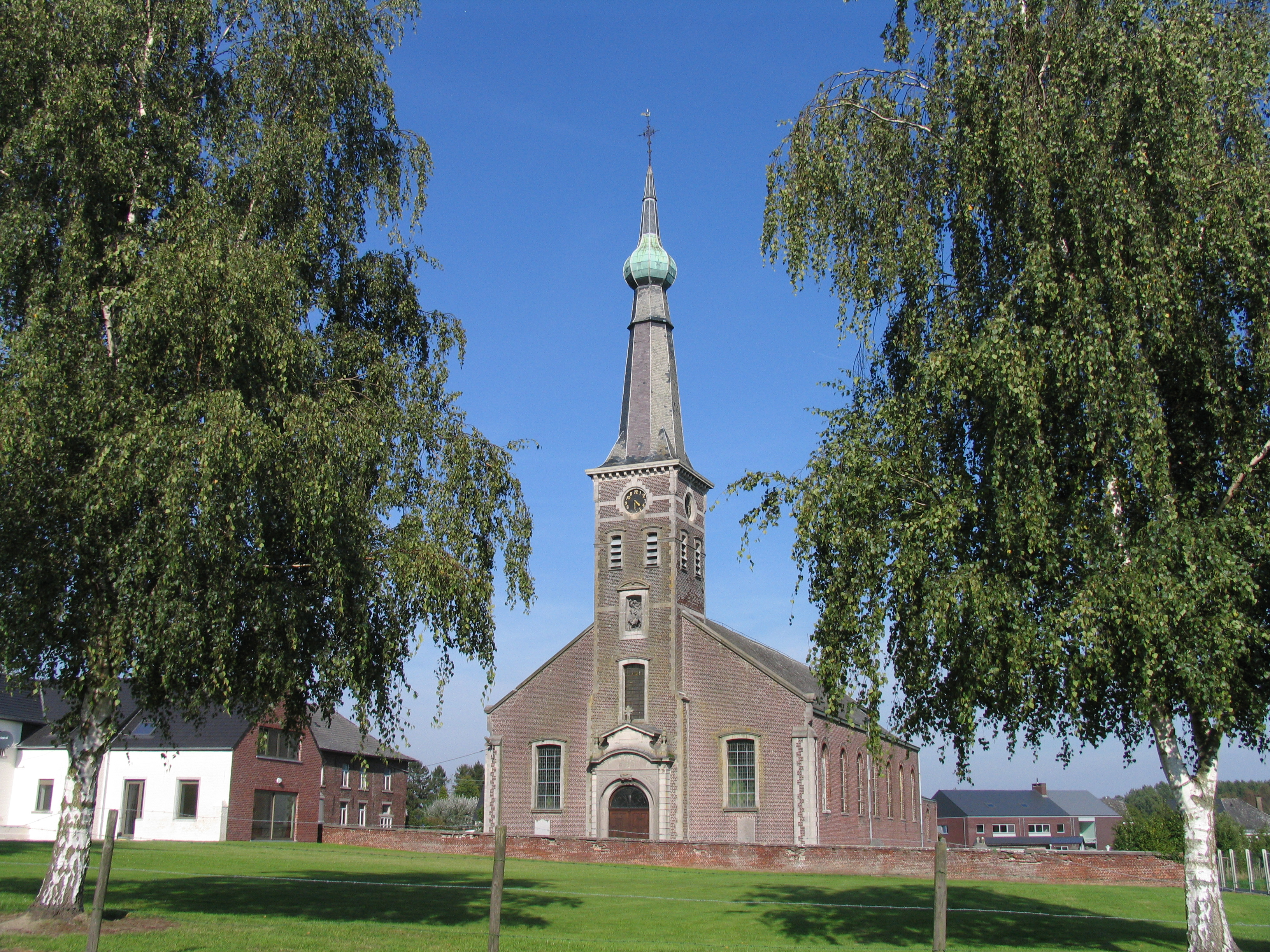

De Sint-Martinuskerk van Strijtem (gemeente Roosdaal) is een van de meest markante kerken uit het Pajottenland. Zo heeft de kerk onder meer een opmerkelijke torenspits en unieke brandglasramen.

## Historiek
Dit kerkgebouw gewijd aan Sint-Martinus werd gebouwd in de 19de eeuw in de zogenaamde neoclassicistische stijl. Deze neostijlen grepen terug naar de historische bouwstijlen uit het verleden en bepaalden destijds het gezicht van de architectuur.
De kerk is een van de meest bezochte kerken uit het Pajottenland omwille van de glasramen vervaardigd door H. Heyden, de stenen catechismus en het Pietje de Dood op het doksaal. Ook meer dan 30 duivels zitten in het kerkgebouw verscholen. De glasramen werden op vraag van pastoor Jean-Paul Cuylits (1856-1928) tussen 1901 en 1903 aangebracht. Opmerkelijk is dat de meeste figuren en personen die er op afgebeeld staan, de gelaatstrekken dragen van enkele inwoners van Strijtem. Ook pastoor Cuylits en toenmalig minister Woeste zijn herkenbaar. De toren werd vervangen door een nieuwe volgens de plannen van de architect Jules Rau en gerealiseerd door de metser-aannemer Petrus Johannes De Wolf uit Schepdaal

Naar aanleiding van de restauratie werd in 2012 de nieuwe haan op de toren en het nieuwe Sint-Martinusbeeld in de torennis boven de hoofdingang ingewijd. Het beeld vervangt het vroegere betonnen beeld in Bartagnacement en is gemaakt uit de Franse steen savonniéres. Het is een kopie van een miniatuur van Clovo, leerling van Rafaël. Het oorspronkelijke beeld wordt bewaard in de bibliotheek van Siëna.

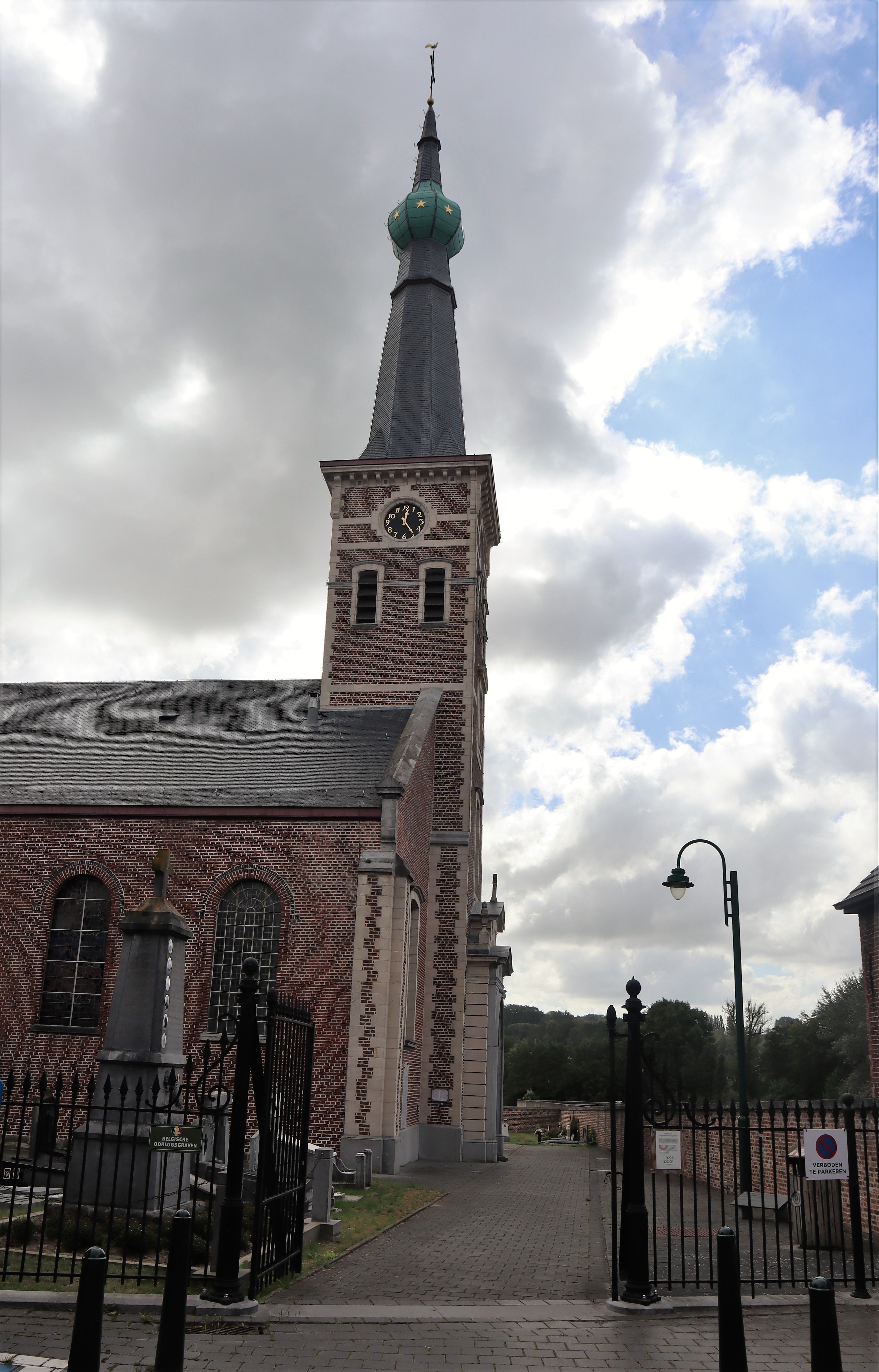
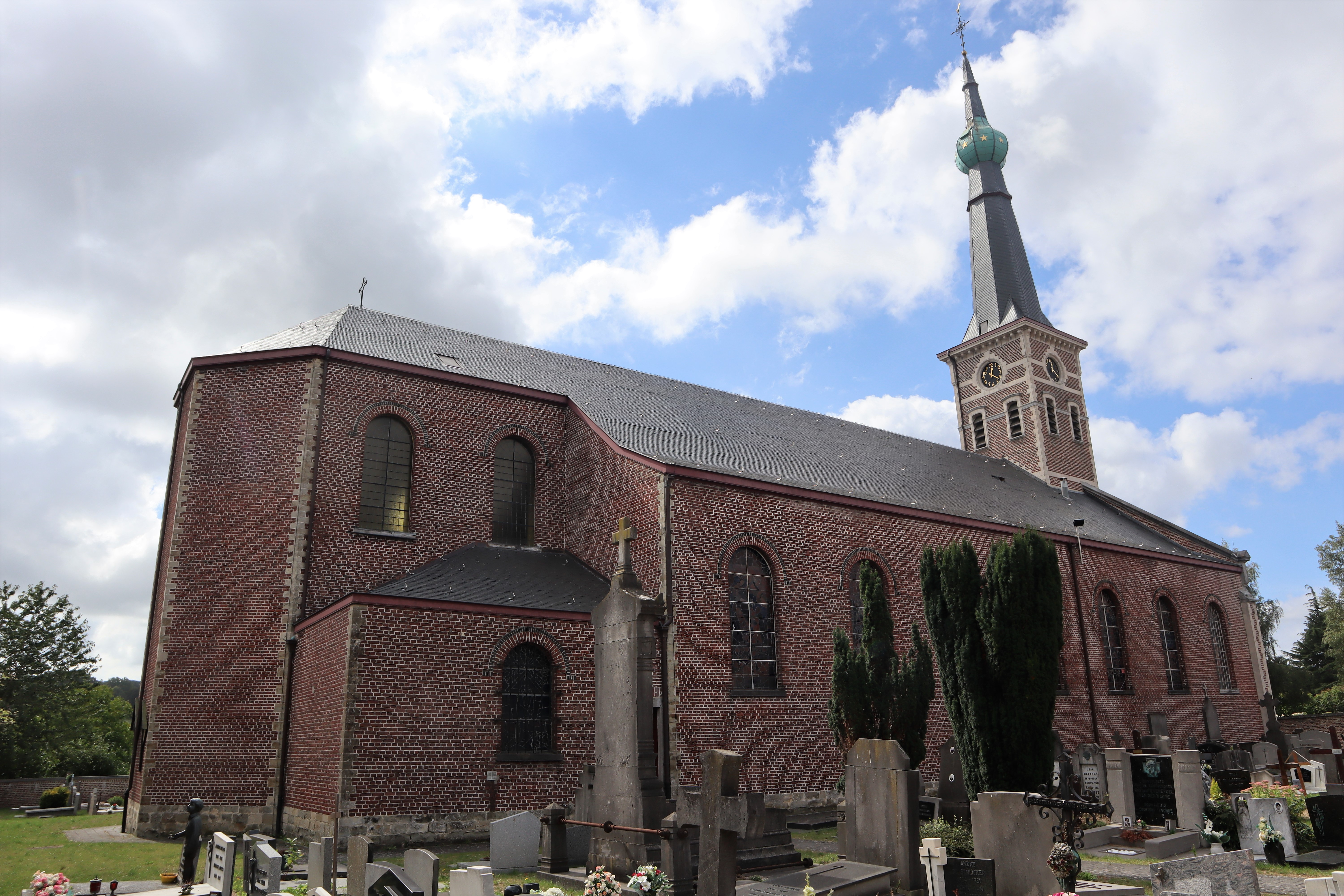
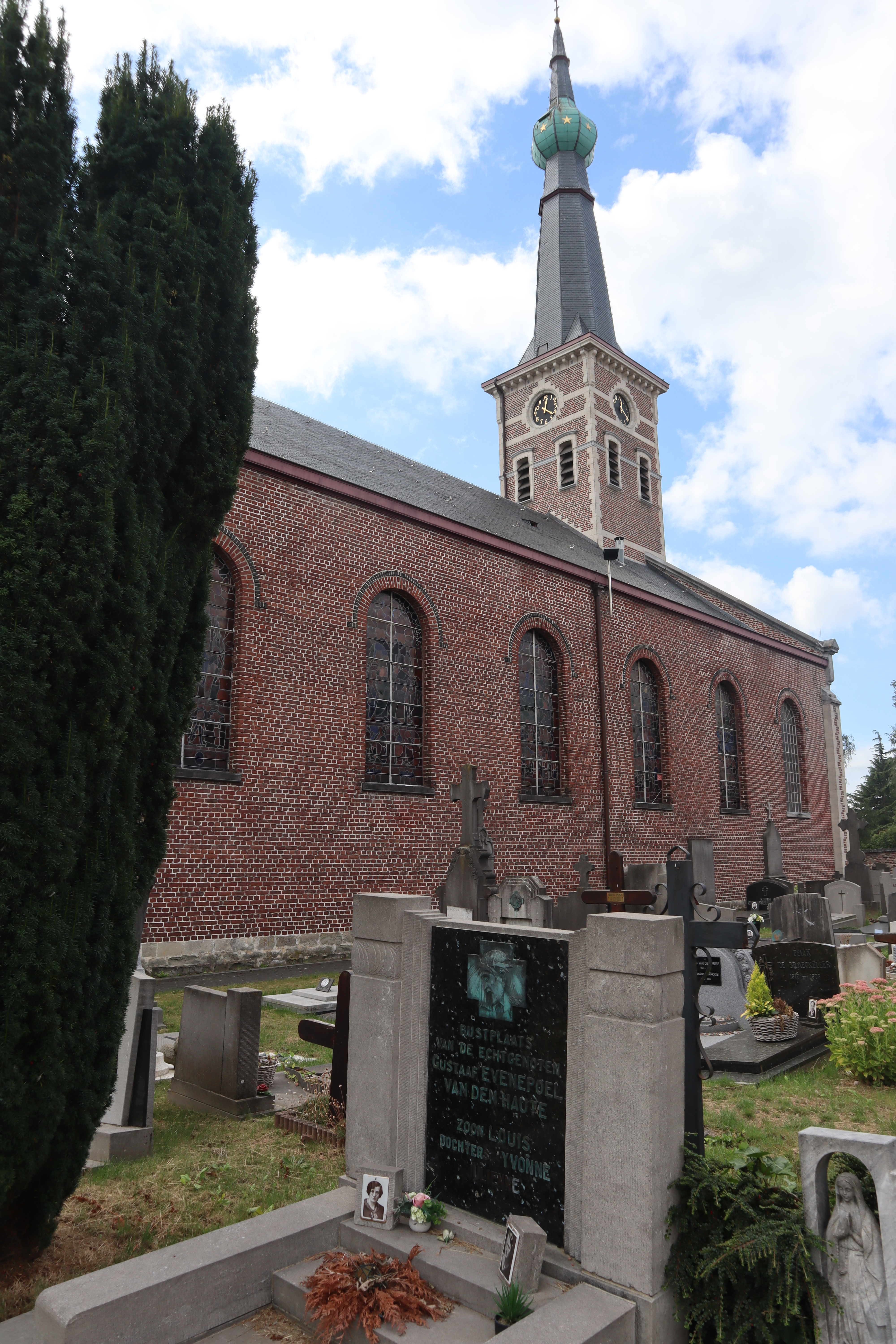